# Pertain
Pertain és un municipi francès situat al departament del Somme i a la regió dels Alts de França. L'any 2007 tenia 364 habitants.

## Demografia

### Població

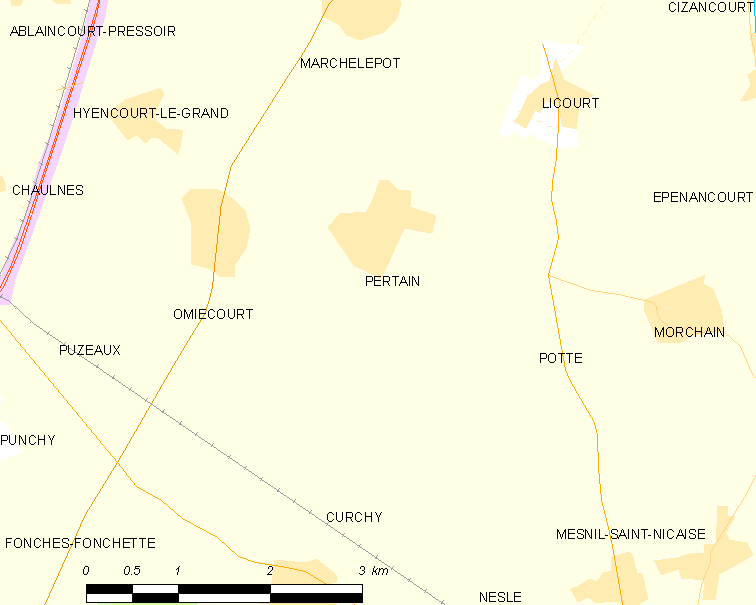

El 2007 la població de fet de Pertain era de 364 persones. Hi havia 131 famílies de les quals 25 eren unipersonals (12 homes vivint sols i 13 dones vivint soles), 47 parelles sense fills i 59 parelles amb fills.
La població ha evolucionat segons el següent gràfic:
Habitants censats

### Habitatges

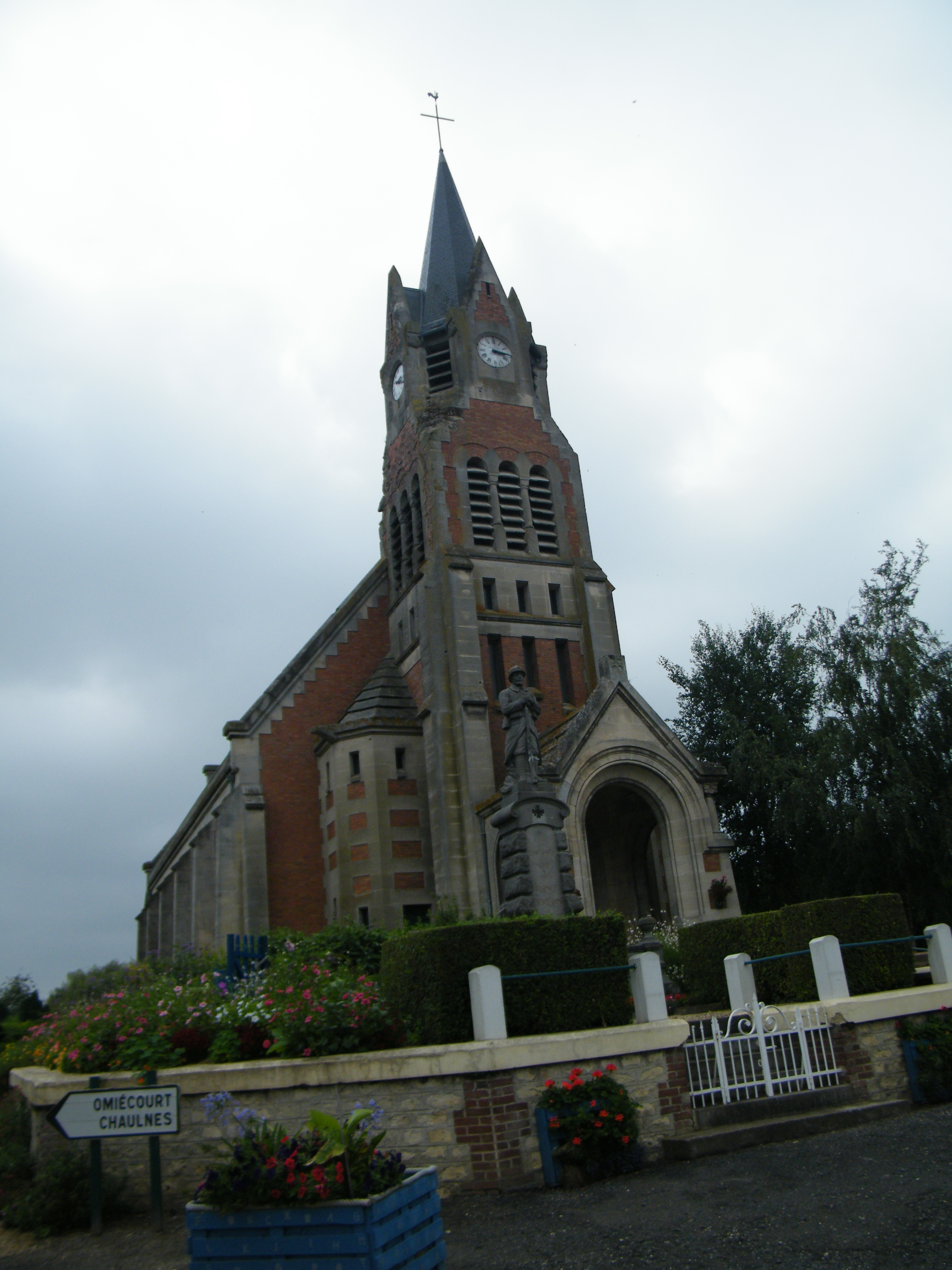

El 2007 hi havia 154 habitatges, 135 eren l'habitatge principal de la família, 15 eren segones residències i 4 estaven desocupats. Tots els 154 habitatges eren cases. Dels 135 habitatges principals, 113 estaven ocupats pels seus propietaris, 20 estaven llogats i ocupats pels llogaters i 2 estaven cedits a títol gratuït; 2 tenien dues cambres, 18 en tenien tres, 39 en tenien quatre i 76 en tenien cinc o més. 101 habitatges disposaven pel capbaix d'una plaça de pàrquing. A 64 habitatges hi havia un automòbil i a 53 n'hi havia dos o més.

### Piràmide de població

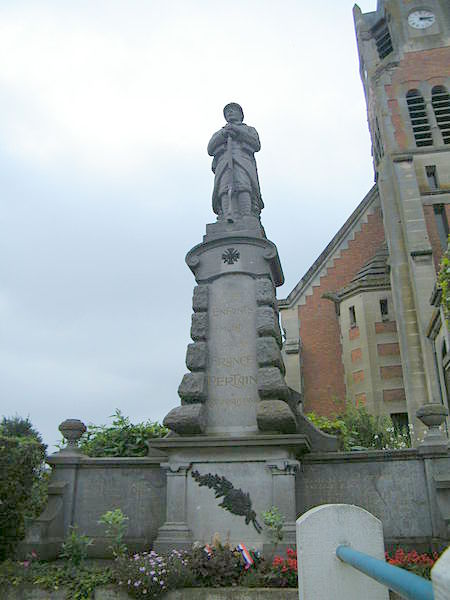

La piràmide de població per edats i sexe el 2009 era:
| Homes | Edats   | Dones |
| ----- | ------- | ----- |
| 0     | 95 o +  | 0     |
| 0     | 90 a 94 | 0     |
| 0     | 85 a 89 | 4     |
| 4     | 80 a 84 | 12    |
| 0     | 75 a 79 | 8     |
| 8     | 70 a 74 | 16    |
| 8     | 65 a 69 | 4     |
| 4     | 60 a 64 | 4     |
| 16    | 55 a 59 | 20    |
| 12    | 50 a 54 | 0     |
| 8     | 45 a 49 | 16    |
| 4     | 40 a 44 | 8     |
| 16    | 35 a 39 | 4     |
| 8     | 30 a 34 | 20    |
| 12    | 25 a 29 | 4     |
| 8     | 20 a 24 | 0     |
| 8     | 15 a 19 | 4     |
| 24    | 10 a 14 | 20    |
| 8     | 5 a 9   | 16    |
| 0     | 0 a 4   | 8     |

## Economia
El 2007 la població en edat de treballar era de 219 persones, 146 eren actives i 73 eren inactives. De les 146 persones actives 133 estaven ocupades (74 homes i 59 dones) i 13 estaven aturades (4 homes i 9 dones). De les 73 persones inactives 22 estaven jubilades, 19 estaven estudiant i 32 estaven classificades com a «altres inactius».

### Ingressos
El 2009 a Pertain hi havia 143 unitats fiscals que integraven 385 persones, la mediana anual d'ingressos fiscals per persona era de 13.707 €.

### Activitats econòmiques
Dels 6 establiments que hi havia el 2007, 1 era d'una empresa extractiva, 2 d'empreses de construcció, 1 d'una empresa de comerç i reparació d'automòbils, 1 d'una empresa de transport i 1 d'una empresa immobiliària.
L'any 2000 a Pertain hi havia 6 explotacions agrícoles.

## Equipaments sanitaris i escolars
El 2009 hi havia una escola elemental integrada dins d'un grup escolar amb les comunes properes formant una escola dispersa.

## Poblacions més properes
El següent diagrama mostra les poblacions més properes.